# I Beat Loneliness
I Beat Loneliness è il decimo album in studio della rock band britannica Bush, pubblicato il 18 luglio 2025 tramite earMusic. Il primo singolo, intitolato 60 Ways to Forget People, è uscito il 17 aprile, seguito da The Land of Milk and Honey il 5 giugno.

## Contesto
Il 2 settembre 2024, il frontman dei Bush, Gavin Rossdale, ha confermato la registrazione di un nuovo album . Il 2 gennaio 2025, ha annunciato che si sarebbe intitolato I Beat Loneliness e che sarebbe uscito il 18 luglio. Il 17 aprile, i Bush hanno svelato i dettagli del disco, che hanno coinciso con l'uscita del primo singolo, 60 Ways to Forget People. Il secondo singolo dell'album, The Land of Milk and Honey, è uscito il 5 giugno.

## Tracce
1. Scars – 3:30
2. I Beat Loneliness – 4:23
3. The Land of Milk and Honey – 3:15
4. We're All the Same on the Inside – 3:21
5. I Am Here to Save Your Life – 4:09
6. 60 Ways to Forget People – 2:48
7. Love Me Till the Pain Fades – 4:13
8. We Are of This Earth – 4:24
9. Everyone Is Broken – 4:01
10. Don't Be Afraid – 5:15
11. Footsteps in the Sand – 4:01
12. Rebel with a Cause – 3:18